# Grilo (Baião)
Grilo é uma povoação portuguesa sede da Freguesia de Grilo do Município de Baião, freguesia com 5,94 km² de área e 472 habitantes (censo de 2021), tendo, por isso, uma densidade populacional de 79,5 hab./km².

## Demografia
A população registada nos censos foi:
| Distribuição da População por Grupos Etários | Distribuição da População por Grupos Etários | Distribuição da População por Grupos Etários | Distribuição da População por Grupos Etários | Distribuição da População por Grupos Etários |
| -------------------------------------------- | -------------------------------------------- | -------------------------------------------- | -------------------------------------------- | -------------------------------------------- |
| Ano                                          | 0-14 Anos                                    | 15-24 Anos                                   | 25-64 Anos                                   | > 65 Anos                                    |
| 2001                                         | 165                                          | 101                                          | 315                                          | 99                                           |
| 2011                                         | 97                                           | 109                                          | 295                                          | 89                                           |
| 2021                                         | 54                                           | 59                                           | 270                                          | 89                                           |

## Património
- Igreja Matriz do Grilo
- Capela de São João Batista